# Renessans Kredit
Renessans Kredit je ruská komerční banka, která na ruském trhu patří mezi přední banky specializující se na spotřebitelské úvěry. Sídlo společnosti se nachází v Moskvě. Banka byla založena v roce 2000 pod názvem "Aljans Invest". V roce 2013 převzal ruský miliardář Michail Prochorov největší podíl v Renaissance Credit prostřednictvím své společnosti Onexim Group.